# Tryphon geminator
Tryphon geminator är en stekelart som beskrevs av Schiodte 1839. Tryphon geminator ingår i släktet Tryphon och familjen brokparasitsteklar. Inga underarter finns listade i Catalogue of Life.